# Opførelsen af World Trade Center
|  | Sammenskrivningsforslag Artiklen Opførelsen af World Trade Center er foreslået føjet ind i World Trade Center. (Siden maj 2018) Diskutér forslaget |

Opførelsen af World Trade Center blev betragtet som et byfornyelsesprojekt i New York, med David Rockefeller i spidsen, for at bidrage til at revitalisere Lower Manhattan. Projektet blev udviklet af havnemyndigheden i New York og New Jersey, som hyrede arkitekten Minoru Yamasaki, der kom op med den særlige idé til de såkaldte Twin Towers. Efter omfattende forhandlinger i New Jersey og New Yorks regeringer blev man med havnemyndigheden enige om at bakke op om projektet, som skulle opføres på Radio Row på vestsiden af Manhattan. For at gøre aftalen acceptabel for New Jersey skulle havnemyndigheden indvillige i at overtage den konkursramte Hudson & Manhattan Railroad (senere omdøbt til PATH), som bragte pendlere fra New Jersey til Lower Manhattan.
Opførelsen af det nordlige tårn startede i august 1968, og man begyndte på det sydlige tårn i 1969. I december 1970 flyttede de første lejere ind i det nordlige tårn, og i januar 1972 startede man med at flytte ind i det sydlige tårn. I 1970'erne opførte man fire andre bygninger som en del af komplekset. Den syvende bygning blev opført i midten af 1980'erne. Da tvillingetårnene var færdigbyggede, havde de samlede omkostninger til havnemyndigheden rundet 900 millioner dollars.
40°42′42″N 74°00′49″V / 40.7117°N 74.0136°V